# Jayson Blair
Jayson Blair (Columbia, 23 maart 1976) is een Amerikaans journalist, die gedwongen moest opstappen van The New York Times in mei 2003, nadat hij was betrapt op plagiaat en het verzinnen van delen van zijn verhalen.

## Achtergrond
Jayson Blair is de zoon van een federale manager en schooladministrator. Hij studeerde journalistiek aan de University of Maryland.
Blair was de hoofdredacteur van de studentenkrant The Diamondback tijdens het schooljaar van 1996-1997. Volgens een brief die later werd getekend door 30 stafleden heeft Blair vier fouten gemaakt als verslaggever en redacteur die zijn integriteit in het gedrang brengen. De stafleden verklaren dat vragen die over deze fouten werden gesteld gewoon genegeerd werden door de commissie die het blad beheerde. Onder deze fouten citeren ze een prijswinnend verhaal over een student die is gestorven aan een overdosis cocaïne. Later bleek de student te zijn gestorven aan een hartziekte.
Blair kreeg een zomerstage bij The New York Times in 1998. Deze stage werd verlengd. Hij gaf aan eerst wat schoolwerk te moeten afronden voor hij de stage aannam. Hij kwam terug bij de Times in januari 1999, waar hij beweerde dat hij zijn studie had afgerond, wat niet waar bleek te zijn.

## Blairs carrière bijThe New York Times
In 2000 waren de redacteuren niet tevreden over het werk van Blair. Er zaten veel fouten en het was erg slordig. In januari 2001, na veel meer fouten te hebben gemaakt dan enig andere journalist bij de krant maar wel 1/3e meer artikelen te hebben geschreven dan zijn collega's in zijn sectie, werd hij fulltime verslaggever.
Jonathan Landman, de redacteur van Blair, vroeg aan het management van de Times om Blair te ontslaan. In plaats daarvan kreeg hij in 2002 juist een promotie.
Ondanks de vele kritiek op zijn artikelen mocht hij een artikel schrijven over de Beltway-schietpartijen (sluipmoorden rond Washington), vooral omdat hij bekend was met het gebied en graag het artikel wilde schrijven. Blair schreef 52 artikelen tijdens deze aanvallen. Een van zijn fouten was zo ernstig dat een openbare aanklager een persconferentie hield om te bevestigen dat niet 'al het bewijs' naar Lee Boyd Malvo verwees als de schutter. Opnieuw werd zijn foutief gedrag intern besproken. In een ander geval beweerde een aanklager uit Fairfax County (Virginia) dat 60 procent van alle beweringen die Blair deed foutief waren.
Ondanks al deze aantijgingen en vele correcties liet de Times Blair toch gewoon doorschrijven over belangrijke verhalen. Na de schietpartijen mocht hij over de oorlog in Irak gaan schrijven. In zijn vier jaar bij de Times schreef Blair meer dan 600 artikelen.

## Het ontslag
Na de onthullingen over Blairs oplichtingen besloot de Times een onderzoek in te stellen naar hoe iemand zo snel carrière had kunnen maken. Uit het onderzoek van de Siegal-commissie bleek dat lievelingen van de toenmalige hoofdredacteur Howell Raines eerder promotie kregen. Zowel Raines als redacteur Gerald M. Boyd, gedeeltelijk schuldig aan de oplichtingen, heeft een maand na Blairs vertrek ontslag genomen. Raines (blank) zegt dat de snelle carrière van Blair kwam door positieve discriminatie, omdat hij van Afro-Amerikaanse afkomst was.
Na zijn ontslag bij de Times ging Blair terug naar school en zei dat hij personeelsmanagement wilde gaan studeren. Alhoewel hij een controversieel figuur blijft, is Blair ook bekend als belangenbehartiger voor geestelijk zwakke mensen.